# Тесленко Іван Федорович
Іван Федорович Тесленко (24 січня 1908, Домоткань — 22 грудня 1994, Київ) — український науковець у галузі педагогіки, математик. Перший доктор педагогічних наук в Україні у галузі методики навчання математики (1970), професор (1971). Розробник класифікації навчального використання наочних посібників з геометрії, автор низки геометричних приладів.
Майже 15 років — педагог Львівського педагогічного інституту (1945—1958), з яких 8 років — завідувач кафедри математики. Понад 35 років — науковий співробітник Науково-дослідного інституту педагогіки УРСР (1958—1994), з яких 23 роки — завідувач відділу методики математики. Автор понад 300 наукових робіт, низки підручників та навчальних посібників з математики.

## Життєпис
Народився 24 січня 1908 року у селі Домоткань (теперішня Дніпропетровщина), у бідній селянській родині.
Склав екстерном іспити за семирічну школу. З 1923 року навчався у Верхньодніпровському педагогічному технікумі, де у математичному гуртку захопився цією наукою. Паралельно з навчанням керував форпостом юних піонерів Кам'янської заводської школи № 1. Як делегат брав участь у Всесоюзному зльоті щодо питань роботи з піонерами, де зустрічався з Надією Крупською. У 1927 році закінчив технікум, працював вчителем-класоводом у селі Бородаївка, секретарем комсомольської організації.
У 1929 році за путівкою ЦК ЛКСМУ направлений у Ворошиловградську область, село Брянка (тепер місто), де працював вчителем математики та фізики у дев'ятирічній школі та гірпромучилищі Брянківського рудника (копальні). Очолював районну предметну комісію вчителів математики та штаб з ліквідації неписьменності, проводив громадську роботу серед шахтарів рудника. Заснував та нетривалий час керував Брянківським робітничим факультетом Ворошиловградського інституту овочівництва.
У 1930 році призваний до лав Червоної армії. Через два роки демобілізований, протягом року викладав фізику у Харківському музично-театральному технікумі. З 1933 року — викладач математики на робітничому факультеті Харківського автомобільно-дорожнього інституту (ХАДІ).
З 1934 року, за рекомендацією Ворошиловградського крайового комітету працівників освіти, вступив на фізико-математичний факультет Харківського державного університету імені О. М. Горького. Паралельно продовжував викладати математику в ХАДІ. Серед наставників Івана Тесленка — професори Дмитро Синцов, Антон Сушкевич, Лев Гиршвальд, Олександр Астряб, Олександр Смогоржевський. У 1939 році з відзнакою закінчив вечірній відділ університету, протягом двох років викладав математику в Харківському педагогічному інституті.
З початком німецько-радянської війни був евакуйований до Казахської РСР, у місто Актюбінськ. Очолював цех Актюбінського будівельного комбінату, викладав технології будівельних матеріалів та математику у будівельному технікумі.

Могила Івана Тесленка, Байкове кладовище

Після завершення війни повернувся до України, обійняв посаду старшого викладача Львівського педагогічного інституту (ЛПІ). Пізніше деякий час обіймав посаду декана фізико-математичного факультету. У 1948 році опублікував першу наукову роботу — «Збірник задач та вправ з елементарної математики для учасників математичних олімпіад школярів міста Львова». Керував Львівським обласним семінаром вчителів математики та обласною секцією астрономо-фізико-математичних наук товариства «Знання». Паралельно викладав курси з математики у низці навчальних закладів Львова.
У 1950 році здобув науковий ступінь кандидата педагогічних наук, захистивши дисертацію на тему «О некоторых методах решения геометрических задач на построение в курсе элементарной геометрии: метод инверсии» (науковий керівник — професор Олександр Смогоржевський). Протягом восьми років очолював кафедру математики ЛПІ.
З 1958 року жив та працював у Києві, де очолив відділ методики математики Науково-дослідного інституту педагогіки УРСР (НДІП). У 1970 році здобув перший в Україні науковий ступінь доктора педагогічних наук у галузі методики навчання математики, захистивши двотомну дисертацію на тему «Педагогические основы преподавания геометрии в средней школе». Через рік затверджений у вченому званні професора.
З 1981 року — завідувач новоствореної лабораторії навчання математики і фізики НДІП. Працював до останніх днів життя. Помер за місяць до 87-го дня народження, 22 грудня 1994 року. Похований разом із дружиною на Байковому кладовищі (ділянка № 49а, 50°24′59.10″ пн. ш. 30°30′6.40″ сх. д. / 50.4164167° пн. ш. 30.5017778° сх. д.).
Син — фізик-теоретик, доктор фізико-математичних наук Віктор Тесленко (нар. 1953).

## Наукова діяльність, інтереси
Математика являє собою струнку, логічно упорядковану сукупність людських знань, в якій вивчаються математичні структури. Її символічна мова і методи найбільш зручні для опису і вивчення реальних процесів і явищ. Математичні знання мають властивості абсолютності і вічності, їх істина не змінюється з розвитком науки в цілому.
Народившись на початку XX століття, Іван Тесленко жив та працював в обставинах третьої та четвертої науково-технічних революцій. Доктор педагогічних наук Олександр Міхно у зв'язку з цим писав:
|  | Його життя майже синхронно накладається на ХХ століття: він народився на самому його початку, а залишив цей світ у 1990-х. У житті І. Тесленка відображено практично всю історію минулого століття: новаторські 20-ті, драматичні 30-ті, Друга світова війна, відлига 60-х і навіть комп’ютеризація 80-х – початку 90-х. |

Понад 30 років педагогічної діяльності викладав різноманітні курси математики, зокрема математичний аналіз, диференціальну, аналітичну, проєктивну та нарисну геометрії, елементарну математику, її історію та методику.
Досліджував зміст математичної та геометричної освіт, історію та методику викладання геометрії у навчальних закладах, розвиток логічного мислення учнів. Проводив громадську роботу: співпрацював із середніми школами для поліпшення математичної освіти, рецензував навчальні посібники. У 1970-і роки, під час переходу шкіл на новий зміст математичної освіти, під керівництвом Івана Тесленка були розроблені наукові основи нової методики викладання математики, створені нові методичні посібники для вчителів.
В останній період наукової діяльності, у 1980-х—1990-х роках, впроваджував вивчення нового для СРСР навчального курсу — «Основи інформатики та обчислювальної техніки», готував перших вчителів інформатики. Під керівництвом академіка Андрія Колмогорова розробив нову програму з математики для 4—10 класів. Був головним редактором науково-методичного збірника «Методика викладання математики і фізики», членом редакційної колегії часопису «Математика в школе».
Захоплювався музикою та літературою, любив подорожувати, співав у хоровій капелі НДІП.
Автор понад 300 наукових робіт, низки підручників та навчальних посібників з математики. Розробник класифікації навчального використання наочних посібників з геометрії, автор низки геометричних приладів. Науковий керівник та консультант близько 50 докторів та кандидатів наук. Серед учнів Івана Тесленка — науковці Михайло Бурда, Микола Ігнатенко, Мирон Маланюк, Валентина Моторіна, Олександр Глобін тощо.
Доробок професора Тесленка проаналізований у численних наукових працях, зокрема, Олександра Міхно, Лариси Березівської тощо. У 2016 році Ольгою Орел захищена кандидатська дисертація на тему «Проблеми шкільної математичної освіти у спадщині І. Ф. Тесленка (1908—1994 рр.)» (Інститут педагогіки НАПН України). У фондах Педагогічного музею України зберігається комплекс матеріалів (близько 200 одиниць), пов'язаних з напрацюваннями Івана Тесленка.

## Науковий доробок (частковий)
- Сборник задач по элементарной математике в помощь участникам школьных математических олимпиад / Сост.: С. С. Яровой, И. Ф. Тесленко, Д. Г. Мейзлер ; МВО СССР. Львовск. гос. ун-т им. Ивана Франко. Львовск. ин-т усовершенствования учителей. — 2-е изд. — Львов: [б. и.], 1950. — 88 с. : черт.
- О некоторых методах решения геометрических задач на построение в курсе элементарной геометрии: метод инверсии: диссертация кандидата педагогических наук : 13.00.00. — Львов, 1950. — 193 с. : граф.
- Геометричні побудови / І. Ф. Тесленко. — Київ: Рад. школа, 1956. — 140 с.
- Алгебраїчний метод розв'язування конструктивних задач: навч. посіб. для студентів-заочників фіз.-мат. ф-тів пед. ін-тів / І. Ф. Тесленко. — Київ: Рад. школа, 1957. — 122 с.
- Геометрия: Учебник для VIII класса / Е. С. Дубинчук, И. Ф. Тесленко ; Под общ. ред. И. Ф. Тесленко. — 2-е изд., доп. — Киев: Рад. школа, 1961. — 131 с. : черт.; 21 см.
- О преподавании математики в связи с трудовым и производственным обучением / Е. С. Дубинчук, Т. Я. Нестеренко, И. Ф. Тесленко ; Под общ. ред. И. Ф. Тесленко. — Москва: Учпедгиз, 1962. — 107 с. : черт.; 20 см.
- Методика экспериментальной проверки программированных пособий по математике для средней школы / М-во просвещения УССР. Науч.-исслед. ин-т педагогики. — Киев: [б. и.], 1964. — 43 с.; 20 см.
- Степень с целым показателем. Степенная функция с целым показателем: Программир. учеб. пособие для сред. школы / Под ред. доц. И. Ф. Тесленко ; М-во просвещения УССР. Науч.-исслед. ин-т педагогики. — Киев: Рад. школа, 1964. — 106 с. : черт.; 20 см.
- Решение треугольников: программир. учеб. пособие для сред. школы / под ред. доц. И. Ф. Тесленко ; М-во просвещения УССР. Науч.-исслед. ин-т педагогики. — Киев: Рад. школа, 1965. — 142 с. : черт.; 20 см.
- Педагогические основы преподавания геометрии в средней школе: диссертация доктора педагогических наук : 13.00.00. — Киев, 1969. — 596 с. (2 т.).
- Геометричні перетворення / І. Ф. Тесленко // Математика: посіб. для факульт. занять з математики у 8 кл. / за ред. В. М. Костарчука. — Київ, 1969.– С. 149—198.
- Геометричні перетворення / І. Ф. Тесленко // Математика: посіб. для факульт. занять у 9 кл. / за ред. B. А. Зморовича. — Київ, 1972. — С. 152—184.
- Факультативні заняття з математики у 7 класі / В. Н. Боровик, І. Ф. Тесленко // Рад. школа. — 1974. — № 8. — С. 42–44.
- Факультативні заняття з математики у VIII класі / В. Н. Боровик, І. Ф. Тесленко // Рад. школа. — 1976. — № 10. — С. 75–77.
- Вчити учнів творчо мислити на уроках математики / І. Ф. Тесленко // Розвиток пізнавальної самостійності учнів молодших і середніх класів у процесі навчання математики: тези доп. респ. наук.-практ. конф., 18–19 жовт. 1977 р., Кривий Ріг / М‑во освіти УРСР, НДІ педагогіки, Галуз. лаб. пед. т-ва УРСР з проблем розвитку пізнав. самостійності мол. школярів ; [редкол.: І. Ф. Тесленко (голова) та ін.]. — Кривий Ріг, 1977. — С. 2–7.
- Формирование диалектико-материалистического мировоззрения учащихся при изучении математики: Пособие для учителей. — Москва: Просвещение, 1979. — 136 с.; 21 см.
- Приемы интенсификации обучения математики в 4-5 классах / А. Г. Гайштут ; под ред. И. Ф. Тесленко. — Киев: Рад. школа, 1980. — 124 с. : ил.; 20 см.
- Взаємодія вчителя і учнів у процесі навчання / І. Ф. Тесленко // Рад. школа. — 1980. — № 7. — С. 9–16.
- Геометрия: Проб. учебник для 6-10-х кл. сред. школы. Материалы для ознакомления / А. В. Погорелов; [Послесл. И. Ф. Тесленко, В. В. Фирсова]. — Москва: Просвещение, 1981. — 272 с. : черт.
- Формирование диалектико-материалистического мировоззрения учащихся при изучении математики: Пособие для учителей / И. Тесленко. — Киев: Рад. школа, 1982. — 160 с.; 20 см.
- Сборник задач по геометрии для 6-8 классов: Пособие для учителя / Л. М. Лоповок; Под ред. И. Ф. Тесленко. — Киев: Рад. шк., 1983. — 96 с. : ил.; 20 см.
- Изучение геометрии в 6 классе: Из опыта работы / Л. С. Карнацевич, А. И. Грузин; Под ред. [и с предисл.] И. Ф. Тесленко. — Москва: Просвещение, 1983. — 129 с. : ил.; 21 см.
- Изучение геометрии в 7 классе: Из опыта работы. Пособие для учителя / Л. С. Карнацевич, А. И. Грузин; Под ред. И. Ф. Тесленко. — Москва: Просвещение, 1983. — 144 с. : ил.; 21 см.
- Вивчення геометрії в 7-му класі: метод. посібник / М. І. Бурда ; за ред. І. Ф. Тесленка. — Київ: Радянська школа, 1984. — 112 с. : ил.; 20 см.
- Формирование диалектико-материалистического мировоззрения учащихся при изучении математики: [Пер. с рус.] / И. Тесленко. — Каунас: Швиеса, 1984. — 115 с. : ил.; 22 см.
- Изучение геометрии в 9 классе: Метод. пособие / С. Б. Веселовский, Л. В. Колесникова, В. Д. Рябчинская; Под ред. И. Ф. Тесленко. — Киев: Рад. шк., 1984. — 129 с. : ил.; 20 см.
- Сборник задач по геометрии для 9-10 классов: Дидакт. материал / Л. М. Лоповок; Под ред. И. Ф. Тесленко. — Киев: Рад. шк., 1984. — 120 с. : ил.; 20 см.
- Сборник задач по геометрии: Для 6-8-х кл. Пособие для учителей / Л. М. Лоповок; Под ред. И. Ф. Тесленко. — Киев: Рад. шк., 1985. — 104 с. : ил.; 20 см.
- О преподавании геометрии в средней школе: (По учеб. пособию А. В. Погорелова «Геометрия 6-10»). Кн. для учителя / И. Ф. Тесленко. — Москва: Просвещение, 1985. — 95 с. : ил.; 21 см.
- Изучение геометрии в 10 классе: Метод. пособие / С. Б. Веселовский, Л. В. Колесникова, В. Д. Рябчинская; Под ред. И. Ф. Тесленко. — Киев: Рад. шк., 1985. — 139 с. : ил.; 20 см.
- Основы информатики и вычислительной техники: методическое пособие для учителей / А. Ф. Верлань, В. Н. Касаткин, И. Ф. Тесленко ; Межведомственный совет «Наука — народному образованию» при Президиуме АН УССР, Министерство просвещения Украинской ССР. — Киев: Радянська школа, 1985. — 56 с. : ил.; 20 см.
- Основы информатики и вычислительной техники: Метод. пособие / А. Ф. Верлань, В. Н. Касаткин, И. Ф. Тесленко; Межвед. совет «Наука — нар. образованию» при Президиуме АН УССР, М-во просвещения УССР. — Киев: Рад. шк., 1986. — 55,[1] с. : ил.; 20 см.
- Основы применения вычислительной техники: учебное пособие для 10 класса средней школы / А. Ф. Верлань, В. Б. Распопов ; под редакцией профессора И. Ф. Тесленко ; Межведомственный совет «Наука — народному образованию» при Президиуме АН СССР, Министерство просвещения Украинской ССР. — Киев: Рядянська школа, 1986. — 159, [1] с. : ил., табл.
- Викладання курсу креслення за новою програмою / Ф. Тесленко, Н. Д. Мацько // Рад. школа. — 1986. — № 8. — С. 56–57.
- Формирование компьютерной грамотности учащихся: Сб. ст. / Под ред. И. Ф. Тесленко. — Киев: Рад. шк., 1987. — 157,[2] с. : ил.; 20 см.
- Логические игры с калькулятором: Кн. для учащихся 8-10-х кл. сред. шк. / М. З. Грузман; Под ред. И. Ф. Тесленко. — Москва: Просвещение, 1989. — 159,[1] с. : ил.; 22 см.
- Про суть і зміст навчальної діяльності учнів / І. Ф. Тесленко // Методика викладання математики: респ. наук.-метод. зб. / М-во освіти УРСР. — Київ, 1991. — Вип. 7. — С. 3–5.
- Математична освіта учнів основної школи / І. Ф. Тесленко // Педагогіка і психологія. — 1994. — № 3. — С. 44–49.

## Нагороди
- 1957 — значок «Відмінник народної освіти УРСР»
- 1967 — медаль А. С. Макаренка
- 1977 — медаль Н. К. Крупської
- премія Науково-дослідного інституту педагогіки УРСР — «за програмовані посібники з геометрії та алгебри для учнів 8-го класу»
- обласні та республіканські грамоти — за роботу на посаді голови обласної секції астрономо-фізико-математичних наук товариства «Знання»